# Andrzej Kozanecki
Andrzej Kozanecki (ur. 20 maja 1920 w Łodzi, zm. 13 września 1994 w Warszawie) – polski adwokat, w czasie II wojny światowej uczestnik konspiracji, publicysta Tygodnika Warszawskiego, więzień polityczny w latach 1948–1954.

## Życiorys
Od 1938 mieszkał w Warszawie, gdzie rozpoczął naukę w Szkole Nauk Politycznych w Warszawie. Od 1940 był członkiem Okręgu Stołecznego Stronnictwa Narodowego, działał w Wydziale Wychowania (Propagandy), był autorem wielu broszur i materiałów szkoleniowych. W marcu 1942 został redaktorem pisma Młoda Polska. Studiował na tajnym Wydziale Prawa Uniwersytetu Warszawskiego. W 1942 ukończył także Szkołę Podchorążych Rezerwy Piechoty. Jesienią 1943 wszedł w skład kierownictwa Młodzieży Wszechpolskiej. Od 1943 kierował tajną drukarnią Centralnego Wydziału Propagandy Stronnictwa Narodowego. W powstaniu warszawskim kierował drukarnią Tajnych Wojskowych Zakładów Wydawniczych AK. Po powstaniu został wywieziony do pracy przymusowej w Niemczech. Na początku 1945 powrócił do Polski i kontynuował studia prawnicze na UW, gdzie był także prezesem Bratniej Pomocy. Podjął pracę w Ministerstwie Ziem Odzyskanych. Nie zdecydował się na działalność konspiracyjną w SN. Od 1946 był członkiem Sekcji Młodzieżowej Stronnictwa Pracy w Warszawie, w kwietniu 1946 został wiceprzewodniczącym Chrześcijańskiego Związku Młodzieży "Odnowa" (prezesem był Wiesław Chrzanowski).
Od grudnia 1946 był członkiem redakcji dodatku do Tygodnika Warszawskiego, pt. Kolumna Młodych, a od 1948 jedynym redaktorem dodatku. W latach 1947–1948 był jednym z organizatorów kursów katolickiej nauki społecznej dla uczniów szkół średnich (m.in. z Wiesławem Chrzanowskim). W listopadzie 1948 został razem z Wiesławem Chrzanowskim i Tadeuszem Przeciszewskim aresztowany, w styczniu 1950 skazany na karę 6 lat pozbawienia wolności (przewodniczącym składu sędziowskiego, który wydał wyrok skazujący był Władysław Litmanowicz, członkiem składu sądu II instancji, który wyrok I instancji utrzymał był Roman Kryże). Przebywał następnie w zakładach karnych we Wronkach i od lutego 1953 w Potulicach. Zwolniono go przedterminowo w maju 1954.
W kolejnych latach pracował jako adwokat, był czynny w jego samorządzie, należał do sądu koleżeńskiego Zjednoczenia Chrześcijańsko-Narodowego.